# Aplidium directum
Aplidium directum är en sjöpungsart som beskrevs av Kott 1972. Aplidium directum ingår i släktet Aplidium och familjen klumpsjöpungar. Inga underarter finns listade i Catalogue of Life.